# 댜티코보

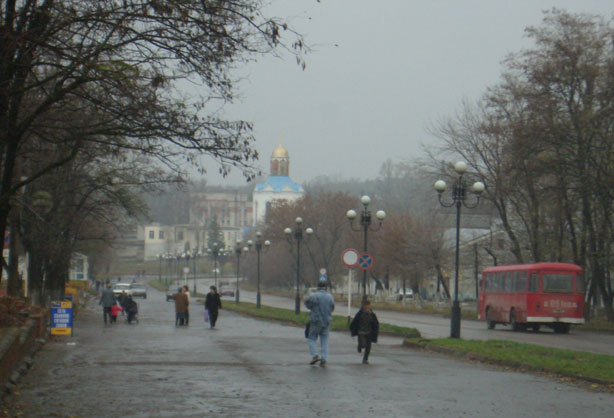
댜티코보 시가지

댜티코보(러시아어: Дя́тьково)는 러시아 브랸스크주에 위치한 도시로, 인구는 33,600명(2002년 기준)이다. 1626년 마을이 형성되었고 1938년 시로 승격되었다.